# Emily Lakdawalla
Emily Stewart Lakdawalla (nascida em 8 de fevereiro de 1975) é a Editora Sênior da The Planetary Society, contribuindo tanto como uma escritora de ciência como blogueira. Ela também trabalhou como professora e como consultora ambiental. Ela tem realizado trabalho de pesquisa em geologia, Marte, topografia e comunicação de ciência e educação. Lakdawalla é uma defensora da ciência em várias plataformas de mídia social, interagindo com profissionais ligados ao espaço e entusiastas no Facebook, Google+ e Twitter. Ela apareceu na NPR, BBC e outros canais de mídia discutindo ciência planetária e a exploração do espacial.

## Educação
Em 1996, Lakdawalla recebeu seu diploma de Bacharel em geologia do Amherst College e em 2000, seu Mestrado em geologia planetária da Universidade de Brown.

## Carreira
Em 1997, inspirada por um projeto de simulação espacial usando images retornadas pela missão Galileo de duas das luas de Jupiter, Io e Europa, Lakdawalla decidiu começar uma pesquisa independente em geologia estrutural.

### A Sociedade Planetária

Lakdawalla no NASA Dryden Spaceflight Center, onde o ônibus espacial parou brevemente na sua última viagem para Los Angeles (2012, aos 37 anos de idade).

Em 2001, Lakdawalla passou a fazer parte da The Planetary Society (Sociedade Planetária) como um vice-gerente de projeto Red Rover Goes to Mars, um projeto educativo e de divulgação do programa Mars Exploration Rover financiado pelo Grupo Lego. Em 2002, em suporte ao treinamento para as operações dos Mars rover, ela administrou uma competição internacional, que selecionou a alunos do ensino secundário para treinamento e viagem para Pasadena, Califórnia, para participação nesses treinamentos. No início de 2005, esta competição e a seleção foi realizada novamente para as operações de fato do Mars Exploration Rover.

## Prémios e distinções
Em 12 de julho de 2014, o Asteróide 274860 Emilylakdawalla (2009 RE26), descoberto em 13 de setembro de 2009, foi nomeado em honra de Lakdawalla,  "who, by sharing her passion for space exploration, inspires engagement by citizen-scientists everywhere" ("aquele, por partilhar a sua paixão pela exploração espacial, inspira o envolvimento dos cidadãos-cientistas do mundo inteiro").